# Friedhelm Hase
Friedhelm Hase (* 17. April 1949 in Korbach) ist ein deutscher Jurist und ehemaliger Hochschullehrer an der Universität Bremen.

## Biografie
Hase nahm nach seinem Abitur 1967 das Studium der Rechtswissenschaften an der Universität Marburg auf, das er 1972 mit dem Ersten Juristischen Staatsexamen an der Universität Gießen abschloss. Es folgte eine zweijährige Tätigkeit als wissenschaftlicher Mitarbeiter an der Universität Gießen. Nach seinem Referendariat und dem Zweiten Staatsexamen 1977 kehrte er als wissenschaftlicher Mitarbeiter an die Universität Gießen zurück, um sich seiner Dissertation zu widmen, die er 1981 abschloss.
Ab 1984 arbeitete Hase zunächst als Lektor in einem juristischen Fachverlag, ab 1985 als Referent in der Rechts- und Grundsatzabteilung des Verbandes Deutscher Rentenversicherungsträger. Seine Habilitation, mit der die Verleihung der venia legendi für die Fächer Öffentliches Recht und Sozialrecht verbunden war, schloss er endgültig erst 2000 ab. Bereits seit 1989 war er als Professor am Fachbereich Sozialwesen der Universität Bamberg tätig. 1998 wechselte er auf einen Lehrstuhl für Öffentliches Recht an die Universität Siegen. 2009 wiederum wechselte er an die Universität Bremen, wo er bis 2017 den Lehrstuhl für Öffentliches Recht mit dem Schwerpunkt deutsches, europäisches und internationales Sozialrecht sowie Verwaltungsrecht am dortigen Institut für Informations-, Gesundheits- und Medizinrecht innehatte. Von 2013 bis 2015 war Hase zudem Dekan der Bremer rechtswissenschaftlichen Fakultät. Seit 2005 ist er zudem Mitglied des Bundesschiedsamtes für die vertragszahnärztliche Versorgung.

## Veröffentlichungen (Auswahl)
- Friedhelm Hase & Karl-Heinz Ladeur: Verfassungsgerichtsbarkeit und politisches System. Campus Verlag, Frankfurt am Main 1980, ISBN 3-593-32608-6.
- Richterliches Prüfungsrecht und Staatsgerichtsbarkeit. Zu den Auseinandersetzungen über Formen einer justiziellen Kontrolle der parlamentarischen Gesetzgebung in Weimar. Universitätsverlag, Gießen 1981, ISBN 978-3-16-150718-2 (Dissertation).
- Versicherungsprinzip und sozialer Ausgleich. Eine Studie zu den verfassungsrechtlichen Grundlagen des deutschen Sozialversicherungsrechts. Mohr Siebeck, Tübingen 2000, ISBN 978-3-16-147443-9 (Habilitationsschrift).
- Sozialversicherung und Familie zwischen sozialem Ausgleich und staatlicher Verantwortung. Eine Untersuchung zu den Möglichkeiten und Grenzen der Familienbegünstigung im Rahmen des Rentenversicherungsrechts. wdv, Bad Homburg 2003, ISBN 3-926181-80-X.